# Pogorzałe (Skarżysko-Kamienna)
Pogorzałe – osiedle administracyjne i część miasta Skarżyska-Kamiennej, do 31 grudnia 1999 r. samodzielna miejscowość.
Jest początkowym punktem  niebieskiego szlaku turystycznego prowadzącego do miejscowości Kuźniaki. Przechodzi tędy także  żółty szlak turystyczny prowadzący przez okolice Skarżyska-Kamiennej.

## Historia
Pierwsze wzmianki o miejscowości zwanej wówczas Pogorzały pochodzą z XV w. Wieś była w tym czasie własnością Mikołaja Szydłowieckiego i Roskowskiego (Odrowążów). Włościanie pogorzalscy dziesięcinę płacili parafii w Chlewiskach. W 1508 r. Pogorzałe należało do starosty radomskiego. W 1525 roku Katarzyna z Leżeniec, żona Jana Stokowskiego sprzedała połowę Szydłowca wraz ze wsiami Stara Wieś, Skorżysko i Pogorzałe kasztelanowi sandomierskiemu – Mikołajowi z Szydłowca. Natomiast w 1569 r. Pogorzałe było własnością biskupa krakowskiego Jana Kieskowskiego. Wieś zajmowała wówczas obszar 4 łanów.
Według regestu podatkowego z 1662 roku na Pogorzałym pobrano należność od 54 osób obojga płci, natomiast 15 lat później według rejestru pogłówkowego pobrano należność od 57 osób w wysokości 57 florenów.
W 1827 r. Pogorzałe miało 24 domy i 213 mieszkańców, w 1838 r. były już 32 domy co było efektem rozwoju przemysłu górniczego, a w 1930 r. było 806 mieszkańców. Według Jana Filipa Carossiniego, podróżującego po Polsce w końcu XVIII wieku, ważnym przedmiotem handlu były kamienie młyńskie i osełki ze wsi Pogorzałe, a tradycje tej produkcji były daleko wcześniejsze. W XVII i XVIII wieku osełki trafiały na rynki polskie, jak i litewskie. Kamienie młynarskie ostatecznie zaprzestano wyrabiać w 1850 roku.
W latach 1867–1939 należało do gminy Bliżyn w powiecie koneckim, początkowo w guberni kieleckiej, a od 1919 w woj. kieleckim. Tam 4 listopada 1933 utworzyło gromadę w gminie Bliżyn o nazwie Pogorzałe, składającą się ze Pogorzałe oraz części lasów państwowych Nadleśnictwa Skarżysko. 1 kwietnia 1939 wyłączone wraz gminą Bliżyn z powiatu koneckiego i włączone do powiatu kieleckiego w tymże województwie.
Podczas II wojny światowej włączone do Generalnego Gubernatorstwa (dystrykt radomski, powiat kielecki), nadal jako odrębna gromada w gminie Bliżyn, licząca 1172mieszkańców.
Po wojnie w województwie kieleckim, nadal jako jedna z 16 gromad gminy Bliżyn w powiecie kieleckim. W związku z reformą znoszącą gminy jesienią 1954 roku, Skarżysko Książęce weszło w skład nowo utworzonej gromady Skarżysko Książęce w powiecie iłżeckim, wraz ze Skarżyskiem Książęcym (ze zniesionej gminy Skarżysko Kościelne w powiecie iłżeckim). 1 stycznia 1969 gromadę Skarżysko Książęce z Pogorzałem wyłączono z powiatu iłżeckiego i przyłączono do powiatu szydłowieckiego w tymże województwie, gdzie przetrwała do końca 1972 roku.
W związku z kolejną reformą administracyjną w 1973 roku Pogorzałe weszło w skład reaktywowanej gminy Szydłowiec w powiecie szydłowieckim, który przetrwał do 31 maja 1975. Od 1 czerwca 1975 Pogorzałe należało do województwa radomskiego. W związku z kolejną reformą administracyjną znalazło się w województwie mazowieckim, w powiecie szydłowieckim. 1 stycznia 2000 Pogorzałe zostało przyłączone do województwa świętokrzyskiego i powiatu skarżyskiego, stając się częścią miasta Skarżyska-Kamiennej.
| Okres     | Gromada            | Gmina              | Powiat       | Województwo         |
| --------- | ------------------ | ------------------ | ------------ | ------------------- |
| 1867–1918 | –                  | Bliżyn             | konecki      | gubernia kielecka   |
| 1919–1933 | –                  | Bliżyn             | konecki      | woj. kieleckie      |
| 1933–1939 | Pogorzałe          | Bliżyn             | konecki      | woj. kieleckie      |
| 1939–1939 | Pogorzałe          | Bliżyn             | kielecki     | woj. kieleckie      |
| 1940–1945 | Pogorzałe          | Bliżyn             | kielecki     | dystrykt radomski   |
| 1945–1954 | Pogorzałe          | Bliżyn             | kielecki     | woj. kieleckie      |
| 1954–1968 | Skarżysko Książęce | –                  | iłżecki      | woj. kieleckie      |
| 1969–1972 | Skarżysko Książęce | –                  | szydłowiecki | woj. kieleckie      |
| 1973–1975 | –                  | Szydłowiec         | szydłowiecki | woj. kieleckie      |
| 1975–1998 | –                  | Szydłowiec         | –            | woj. radomskie      |
| 1999–1999 | –                  | Szydłowiec         | szydłowiecki | woj. mazowieckie    |
| 2000–     | –                  | Skarżysko-Kamienna | skarżyski    | woj. świętokrzyskie |

## Zasięg terytorialny
Osiedle Pogorzałe obejmuje swoim zasięgiem następujące ulice:
- Główna
- Modrzewiowa
- Leśna Polana
- Nizinna
- Parkingowa
- Pogodna
- Rajdowa
- Warszawska – od nr 1 do 93 (nieparzyste) i od nr 2 do 100 (parzyste) (droga krajowa nr 7 (E77))
- Widokowa
- Wieżowa
- Zagórska